# 谷沢永一
谷沢 永一（谷澤 永一、たにざわ えいいち、1929年6月27日 - 2011年3月8日）は、日本の国文学者、文芸評論家、書誌学者。専門は書誌学、日本近代文学。関西大学名誉教授。

## 来歴
大阪府大阪市出身。大阪市立大江小学校、旧制大阪府立天王寺中学校（現在の大阪府立天王寺高等学校）を経て、1947年関西大学予科に入学。1952年関西大学文学部国文学科卒業。1955年関西大学文学部助手、1957年関西大学大学院文学研究科博士課程単位取得。1959年同大学文学部専任講師、1962年同助教授、1968年同教授。1972年「日本近代文学評論史研究」で関西大学より文学博士の学位を取得。
1980年、書評コラムを集めた『完本 紙つぶて』でサントリー学芸賞を受賞。1989年、明治・大正期の文芸評論史研究の功績により、大阪市民表彰を受ける。
1991年、関西大学を依願退職して名誉教授となる。1997年、大阪文化賞。2004年、森鷗外と坪内逍遥の論争を論じた『文豪たちの大喧嘩 鴎外・逍遥・樗牛』で、第55回読売文学賞研究・翻訳賞を受賞。2006年『紙つぶて 自作自注最終版』で毎日書評賞を受賞。
2011年3月8日、心不全のため兵庫県伊丹市の病院で死去。81歳没。

## 人物

### 交友関係
- 交流の深い人物として、渡部昇一、開高健、藤本進治がいる。また個人的な交際はないが、紅野敏郎とはともに近代文学の研究者として、本を媒介に「同志」関係であった。兄貴分として朽木清（大阪市立大学教授）と藤本昭（神戸大学教授）の名を挙げている。
- 教授在職中は『おもしろサンデー』（読売テレビ）にコメンテーターとして出演[1]。共演した司会の桂文珍と書籍の情報を交換するうちに才能に惚れ込み、文珍を関大文学部の非常勤講師に迎えた[注釈 1]。
- 最初の著作『大正期の文藝評論』は、小田切秀雄の勧めによって書かれた。1976年に東京大学の三好行雄と論争した際は、小田切編纂の『明治文学全集　北村透谷集』がきっかけであったから、小田切と手を切ったのはそれ以後のことである。

### 批評・論争
- 皇室を重んじる保守の論客の一人である[注釈 2]。
- 数々の批判、論争を行っている。本人によれば不敗。
  - 1977年前後に思想家の吉本隆明とのあいだで論争（罵倒合戦）があった際には、谷沢嫌いの呉智英から「吉本の敗北が明白だった」（『バカにつける薬』）という評価を受ける結果を収めた。
  - 『紙つぶて』において長年、紀要の内容のほか、教授や助教授の不勉強について、具体例を挙げて批判した。
  - 1995年6月発行の『こんな日本に誰がした』（副題：『大江健三郎への告発状』）では、大江健三郎を「国内と国外で発言をきっちり分けるという卑屈な男であり、オウム真理教の教祖と同じタイプの人間だ」と断言して批判した。
  - 1996年2月発行の『悪魔の思想』では、日本を貶めた進歩的文化人12名（大内兵衛、大江健三郎、大塚久雄、加藤周一、久野収、向坂逸郎、坂本義和、竹内好、鶴見俊輔、丸山真男、安江良介、横田喜三郎）を実名と具体例を挙げて批判した。
  - 1996年6月発行の『誰が国賊か』では、「バブル経済崩壊は、官僚である大蔵省銀行局長が行った総量規制という法律でも無い行政指導が原因だった」と実名を挙げて批判した。
- 藤岡信勝とは犬猿の仲であり、保守・右翼系でありながら、新しい歴史教科書をつくる会の『新しい歴史教科書』には、その内容に猛反発。2001年に反論書『「新しい歴史教科書」の絶版を勧告する』で、その歴史認識を批判し、最後は「国は歴史教育から手を引け」という山崎正和の理論で締めくくった[注釈 3]。

### その他
- 学内行政では、学長選挙において大西昭男をサポートし、大西は5期15年にわたり学長を務めた[4]。
- フジサンケイグループの論客としても知られ、産経新聞大阪版でコラム「産経抄」を担当したこともある。多筆であり大学教授の合間に新聞及び雑誌への投稿、並びに著作の執筆を精力的に行い、友人の開高が見かねて「自重するように」と短文を認めたこともあるという[注釈 4]。
- 著書内において、森銑三の「井原西鶴の真の著書は『好色一代男』だけで、それ以外の『西鶴著』の本はすべて他の作家の筆による」という、他の文学史家には長年無視されている説を支持している。
- 文学者ではなく、書誌学者という名称を好んで使っていた。
- 関西大学図書館にはたびたび蔵書を寄贈してきたが、その中でもルバイヤートなど稀覯書の98冊については「谷澤永一コレクション」として図書館の貴重資料となっている。コレクションの内容は、堀口大學訳『月下の一群』関係13冊　福田英子関係2冊　藤村操『煩悶記』1冊　ルバイヤット関係82冊である。

## 著書
- 『大正期の文芸評論』(塙書房、1962. 1／中公文庫、1989.12。ISBN 4122016797)
- 『近代日本文学史の構想』(晶文社、1964.11)
- 『明治期の文芸評論』(八木書店、1971.5)
- 『署名のある紙礫：私の書物随筆』(浪速書林、1974.11)
- 『標識のある迷路：現代日本文学史の側面』(関西大学出版・広報部、1975.1)
- 『読書人の立場』(桜楓社、1977.10)
- 『牙ある蟻』(冬樹社、1978.8)
- 『完本・紙つぶて：書評コラム 1969-78』 (文藝春秋、1978.8)
- 『読書人の園遊』(桜楓社、1978.10)
- 『読書人の壺中』(冬樹社、1978.11／「完本」潮出版社、1990.12。ISBN 4267012113)
- 『紙つぶて二箇目：コラムと断簡 1975-81』(文藝春秋、1981.6)
- 『古典の読み方：現代人のためのスタミナ読書』(祥伝社NON・BOOK、1981.9／PHP文庫、1992.5。ISBN 4569564682)
  - 「人間通と世間通：“古典の英知"は今も輝く」(クレスト社、1996.9。ISBN 4877120467／文春文庫、2000.4。ISBN 4167411040)
- 『人間通でなければ生きられない：新しい現代の読み方・人間の読み方』(PHP研究所、1981.11／PHP文庫、1986.4。ISBN 456926073X)
- 『紙上の嵐：谷沢永一文芸論集』(潮出版社、1981.12)
- 『初心忘るべからず』(潮出版社、1982.4)
- 『あぶくだま遊戯：谷沢永一/社会批評集106篇』(文藝春秋、1982.6)
- 『「正義の味方」の嘘八百：昭和史のバランスシート』(講談社、1982.9。ISBN 406200156X／講談社文庫、1985.11。ISBN 406183620X)
  - 「歴史通」ワック〈WAC BUNKO〉、2004.4。ISBN 4898315224
- 『五輪書の読み方』(ごま書房ゴマセレクト、1982.10／潮文庫、1986.1。ISBN 4267010676)
- 『閻魔さんの休日：谷沢永一/読書コラム166篇』(文藝春秋、1983.7)
- 『机上の劇：谷沢永一文芸論集』(潮出版社 1983.8)
- 『雉子も鳴かずば』(集英社、1984.11。ISBN 4087725022／五月書房、2005.1。ISBN 4772704221)
- 『百言百話：明日への知恵』(中央公論新社〈中公新書〉、1985.2。ISBN 4121007549)
- 『円熟期 司馬遼太郎エッセンス』(文藝春秋、1985.3。ISBN 416339480X／文春文庫、1996.8。ISBN 4167411024)
  - 「司馬遼太郎の遺言」ビジネス社、2005.9。ISBN 4828412174
- 『論より証拠：谷沢永一の読書術』(潮出版社、1985.3。ISBN 4267010072)
- 『なるほど世間はむずかしい』(太陽企画出版、1985.8。ISBN 4884660773)
- 『話すことあり聞くことあり』(潮出版社、1985.10)
- 『紙つぶて：全』(文春文庫、1986.3。ISBN 4167411016／PHP文庫、1999.3。ISBN 4569572529)
- 『時代の手帖』(潮出版社、1987.3。ISBN 4267011311)
- 『乱世に生きる指導者の知恵：人間の器量を磨き、精神力をつける』(大和出版、1987.7。ISBN 480471104X)
  - 「歴史の読み方 人間の読み方：変革の時代を生き抜く男たちの決断」(大和出版、1996.6。ISBN 4804714014／知恵の森文庫、2000.7。ISBN 4334780121)
- 『皇室傳統』(PHP研究所、1989.12。ISBN 4569224407)
- 『巻末御免』(PHP研究所、1989.12。ISBN 4569526551)
- 『日本を撃つ』(講談社、1990.4。ISBN 4062048515)
- 『大国・日本の「正体」』(講談社、1991.2。ISBN 4062050498／講談社文庫、1994.3。ISBN 4061856219)
- 『読書人の浅酌』(潮出版社、1991.12。ISBN 4267012180)
- 『回想 開高健』(新潮社、1992.2。ISBN 4103845015／PHP文庫、1999.1。ISBN 4569572294)
- 『日本を叱る』(講談社、1992.4。ISBN 4062058472)
- 『読書人の放蕩』(潮出版社、1992.6。ISBN 4267012121)
- 『先見力の達人 長谷川慶太郎』(学研、1992.10。ISBN 4051056392)
- 『山本七平の智恵：日本人を理解する75のエッセンス』(PHP研究所、1992.12。ISBN 4569537960／PHP文庫、1996.12。ISBN 4569569633)
  - 「山本七平の叡智」PHP研究所、2007.8。ISBN 9784569693460
- 『日本を活かす』(講談社、1993.10。ISBN 4062062313)
- 『松下幸之助の智恵』(PHP研究所、1993.11。ISBN 4569541763／PHP文庫、1995.8。ISBN 4569567878)
- 『読書人の蹣跚』(潮出版社、1993.12。ISBN 4267013446)
- 『司馬遼太郎の贈りもの』全5巻 (PHP研究所、1994-2001、のち2巻目まで文庫)
- 『粋判官』(文藝春秋、1994.3。ISBN 4163489401)
- 『平成政治家・斬り捨て御免』(PHP研究所、1994.7。ISBN 4569544355)
- 『読書人の悦楽』(PHP研究所、1994.6。ISBN 4569543782)
  - 「読書の悦楽」PHP文庫、1998.11。ISBN 4569572138
- 『人生の叡智 人生の智恵』(PHP研究所、1994.10。ISBN 4569544789)[注釈 5]
- 『「嘘ばっかり」で七十年』(講談社、1994.11。ISBN 4062073366)
  - 「正体見たり社会主義：「正義」の仮面と「理想」の嘘」PHP文庫、1998.6。ISBN 4569571522
- 『日本近代文学研叢』(全6巻 和泉書院、1994-1996)
- 『面白きかな、人の世は。』(潮出版社、1994.12。ISBN 4267013675)
- 『達人の智恵』(PHP研究所、1995.2。ISBN 4569545785)
- 『こんな日本に誰がした：戦後民主主義の代表者・大江健三郎への告発状』(クレスト社、1995.6。ISBN 4877120297／ベストセラーズ・ワニ文庫、1999.12。ISBN 4584391122)
- 『『五輪書』に学ぶ勝ち方の極意』(ごま書房、1995.12。ISBN 4341170783)
- 『人間通』(新潮選書、1995.12。ISBN 4106004895／新潮文庫、2002.6。ISBN 4101277311)
- 『読書人の観潮』(潮出版社、1996.6。ISBN 4267014027)
- 『雑書放蕩記』(新潮社、1996.7。ISBN 4103845023)
- 『人間通の喧嘩教育論』(PHP研究所、1996.8。ISBN 4569552471)
- 『司馬遼太郎』(PHP研究所、1996.10。ISBN 4569552811)
- 『悪魔の思想：「進歩的文化人」という名の国賊12人』(クレスト社、1996.2。ISBN 4877120378)
  - 「反日的日本人の思想：国民を誤導した12人への告発状」(PHP文庫、1999.10。ISBN 4569573274)
  - 「自虐史観もうやめたい！：反日的日本人への告発状」(ワック、2005.6。ISBN 4898315321)
- 『人間通になる読書術』(PHP新書、1996.11。ISBN 9784569553382)
- 『読書人の風紋』(潮出版社、1996.12。ISBN 4267014361)
- 『私の見るところ』(PHP研究所、1997.2。ISBN 4569554873)
- 『人の世を見さだめる』(PHP研究所、1997.7。ISBN 4569557376)
- 『冠婚葬祭心得』(新潮選書、1997.8。ISBN 4106005212／新潮文庫、2005.4。ISBN 410127732X)
- 『十五人の傑作』(潮ライブラリー、1997.11。ISBN 4267014825)
- 『これだけは聞いてほしい話』(PHP研究所、1997.11。ISBN 4569557066)
- 『人間通の勘どころ』(PHP研究所、1997.12。ISBN 4569559441)
- 『読書人の点燈』(潮出版社、1997.12。ISBN 4267014884)
- 『人の器量を考える』(PHP研究所、1998.1。ISBN 4569559638)
- 『人たらし』(バンガード社〈本音を語る1〉1998.6。ISBN 4915599124)
- 『人さわがせ』(バンガード社〈本音を語る2〉1998.6。ISBN 4915599132)
- 『人間、「うつ」でも生きられる』(講談社、1998.11。ISBN 4062094312)
  - 「私の「そう・うつ60年」撃退法」(講談社+α文庫、2003.8。ISBN 4062567652)
- 『人間通になる読書術：実践編』(PHP新書、1999.9。ISBN 9784569604893)
- 『世界の十大小説・プラス・ワン』(集英社、1999.4。ISBN 4797670029)
- 『公平でない世の中を愉しく生きる智恵』(PHP研究所、1999.6。ISBN 4569606067)
- 『世界の十大伝記・プラス・ワン』(集英社、2000.7。ISBN 4797670118)
- 『谷沢永一幸福通：アラン「幸福論」の知恵』(海竜社、2000.7。ISBN 4759306323)
- 『実践人間学』(講談社、2000.9。ISBN 406210394X)
- 『人の世を確固として生きる』(PHP研究所、2000.3。ISBN 4569610226)
- 『向学心』(新潮選書、2000.9。ISBN 4106005913／五月書房、2004.7。ISBN 4772704094)
- 『一生のうちにすべきこと、しなくていいこと：人間通の幸福論』(PHP研究所、2000.10。ISBN 4569613136)
  - 「生き方通：一生のうちにすべきこと、しなくていいこと」(PHP研究所、2008.1。ISBN 9784569697277)
- 『人間力』（潮出版社、2001.4。ISBN 4267016054）
- 『「新しい歴史教科書」の絶版を勧告する』(ビジネス社、2001.6。ISBN 4828409327)
- 『妄想の人権幻想の平等：「新しい公民教科書」を考える』(ビジネス社、2001.9。ISBN 4828409475)
- 『「天皇制」という呼称を使うべきでない理由』(PHP研究所、2001.4。ISBN 4569615724)
- 『創業者百人百語：生きる知恵成功の秘訣』(海竜社、2001.11。ISBN 4759306889)
- 『男冥利』(PHP研究所、2001.1。ISBN 4569614531)
  - 「こんな人生を送ってみたい：私が惚れた十五人」(PHP文庫、2003.1。ISBN 4569578713)
- 『日本人を創った百語百読』(PHP新書、2001.12。ISBN 4569618952)
- 『「人間学」の勘どころ：文藝と思想の発生と展開』(徳間書店、2001.2。ISBN 4198613133)
- 『統率術』(潮出版社、2001.6。ISBN 4267016062)
  - 「名上司」(ワック〈WAC BUNKO〉、2004.11。ISBN 4898315259)
- 『歴史が遺してくれた日本人の誇り』(青春出版社、2002.6。ISBN 4413021479／青春新書、2016.9。ISBN 9784413044943)
- 『遺言状の書き方』(PHPエル新書、2002.5。ISBN 4569621732)
- 『論争必勝法』(PHP研究所、2002.5。ISBN 4569621627)
- 『日本人の論語：『童子問』を読む』(PHP新書（上、2002.6。ISBN 9784569622248／下、2002.7。ISBN 9784569622712）／新版・PHP新書、2015.2。ISBN 9784569823676)
- 『他人に好かれる人ほめられる人：勇気、志、信念を貫いた50人』(海竜社、2002.10。ISBN 475930729X)
- 『えらい人はみな変わってはる』(新潮社、2002.6。ISBN 4103845031)
- 『官僚、もういいかげんにせんかい』(講談社、2002.6。ISBN 4062113430)
- 『書物耽溺』(講談社、2002.8。ISBN 4062110962)
- 『宮本武蔵 五輪書の読み方』(幻冬舎、2002.11。ISBN 4344002555)
  - 「ビジネスマンのための宮本武蔵五輪書」幻冬舎文庫、2003.6。ISBN 4344403746)
- 『大人の国語：隠れた名文はこれだけある』(PHP研究所、2003.5。ISBN 4569624898)
- 『文豪たちの大喧嘩：鴎外・逍遥・樗牛』(新潮社、2003.5。ISBN 410384504X／ちくま文庫、2012.8。ISBN 9784480429766)
- 『勇気凛々こんな人生』(講談社、2003.5。ISBN 4062118629)
- 『高橋亀吉エコノミストの気概』(東洋経済新報社、2003.7。ISBN 4492394095)
- 『日本人が遺してきた知られざる名文・名句』(青春出版社、2003.10。ISBN 4413021657)
- 『達人観』(五月書房、2003.10。ISBN 4772703969)
- 『ローマの賢者セネカの智恵：「人生の使い方」の教訓』(講談社、2003.11。ISBN 4062121344)
- 『教養が試される341語：知らない日本語』(幻冬舎、2003.5。ISBN 4344003411／幻冬舎文庫、2005.3。ISBN 4344406257（副題を正題に）)
- 『日本近代書誌学細見』(和泉書院、2003.11。ISBN 4757602286)
- 『人間学』(五月書房、2004.4。ISBN 4772704035)
- 『聖徳太子はいなかった』(新潮新書、2004.4。ISBN 9784106100628)
- 『400字で読み解く明快人間史』(海竜社、2004.7。ISBN 4759308210)
- 『嫉妬する人、される人』(幻冬舎、2004.7。ISBN 4344006496／幻冬舎文庫、2008.2。ISBN 9784344410855)
- 『遊星群：時代を語る好書録（明治篇）』(和泉書院、2004.12。ISBN 9784757602878)
- 『遊星群：時代を語る好書録（大正篇）』(和泉書院、2004.12。ISBN 9784757602885)
- 『本はこうして選ぶ買う』(東洋経済新報社、2004.1。ISBN 4492222448)
- 『本は私にすべてのことを教えてくれた』(PHP研究所、2004.2。ISBN 4569634117)
- 『人生を豊かにする日本語』(幻冬舎、2004.11。ISBN 4344007034)
- 『人間の見分け方』(エイチアンドアイ、2005.7。ISBN 4901032801／PHP文庫、2009.2。ISBN 9784569671826)
- 『知ったかぶり日本史』(PHP研究所、2005.2。ISBN 4569640907)
- 『本好き人好き話好き』(五月書房、2005.3。ISBN 4772704248)
- 『なぜ、この人だけが成功するのか：百の名言百の智恵』(講談社+α新書、2005.3。ISBN 4062723077)
  - 「危機を好機にかえた名経営者の言葉」(PHP研究所、2009.5。ISBN 9784569709093)
- 『無私と我欲のはざまで：浮世を生き抜く』(清流出版、2005.3。ISBN 486029114X)
- 『名言の智恵 生きる智恵：欧米の独創的な100人に見る』(PHP研究所、2005.8。ISBN 4569643426)
- 『バカにならないための100の名言：“本物の教養”を身につける本』(青春出版社、2005.10。ISBN 4413035542)
  - 「名言の力：このひと言が人生を変える」(PHP研究所、2009.6。ISBN 9784569770314)
- 『紙つぶて：自作自注最終版』(文藝春秋、2005.12。ISBN 4163677607)
- 『日本人が日本人らしさを失ったら生き残れない』(ワック、2006.2。ISBN 4898310893)
- 『執筆論：私はこうして本を書いてきた』(東洋経済新報社、2006.5。ISBN 4492222715)
- 『いつ、何を読むか』(ロング新書、2006.9。ISBN 4845407701)
  - 「悩みの9割は読書が解決してくれる」(ロングセラーズ、2017.4。ISBN 9784845450183)
- 『老年の智恵 人生の英知』(海竜社、2006.11。ISBN 4759309543)
- 『知識ゼロからの徒然草入門』(幻冬舎、2006.12。ISBN 4344900979)
- 『いじめを粉砕する九の鉄則』(幻冬舎新書、2007.1。ISBN 9784344980204)
- 『この国の不条理』(PHP研究所、2007.2。ISBN 9784569659695)
- 『読書通：知の巨人に出会う愉しみ』(学研新書、2007.6。ISBN 9784054034549)
- 『知識ゼロからの論語入門』(幻冬舎、2007.6。ISBN 9784344901070)
- 『性愛文学』(ロングセラーズ・新書、2007.10。ISBN 9784845407941) 
  - 「もう一度読みたい昭和の性愛文学」(ロングセラーズ、2016.2。ISBN 9784845409716)
- 『疲れない生き方』(PHP研究所、2007.10。ISBN 9784569635644)
- 『嫉妬の正体』(ビジネス社、2007.10。ISBN 9784828413921／祥伝社新書、2020.11。ISBN 9784396116170)
- 『運を引き寄せる十の心得』(ベスト新書、2008.1。ISBN 9784584121733)
- 『名作の書き出しを諳んじる』(幻冬舎、2008.2。ISBN 9784344014565)
- 『人間通になる秘中の名言：生き方の作法、考え方の流儀』(PHP研究所、2008.3。ISBN 9784569698847)
- 『モノの道理』(講談社、2008.6。ISBN 9784770041005)
- 『「孫子」を読む：勝つために何をすべきか』(幻冬舎、2008.8。ISBN 9784344015456)
- 『ビジネスマンのための中国古典の名言100：自信がつく実践法』(海竜社、2008.11。ISBN 9784759310405)
- 『日本史の裏事情に精通する本』(PHP研究所、2009.2。ISBN 9784569706245)
- 『僕のうつ人生』(海竜社、2009.2。ISBN 9784759310580)
- 『司馬遼太郎「坂の上の雲」を読む』(幻冬舎、2009.4。ISBN 9784344016620)
- 『開高健の名言』(ロングセラーズ、2009.5。ISBN 9784845421497／新版・ロング新書、2015.8。ISBN 9784845409587)
  - 「開高健 思考する人」(ロング新書、2020.3。ISBN 9784845451135)
- 『最強の「国語力」を身につける勉強法：「漢検」だけでは鍛えられない!』(PHP研究所、2009.7。ISBN 9784569770345)
- 『一冊でわかる『坂の上の雲』：司馬遼太郎が伝えたもの』(PHP研究所、2009.7。ISBN 9784569771403)
- 『遊星群：時代を語る好書録（明治篇大正篇補遺）』(和泉書院、2010.2。ISBN 9784757605442)
- 『完本 巻末御免：昭和から平成へ－時代の風を斬る』(PHP研究所、2010.4。ISBN 9784569777092)
- 浦西和彦・鷲田小彌太編『谷沢永一 二巻選集：上・精撰文学論』(言視舎、2016.1。ISBN 9784865650433)
- 浦西和彦・鷲田小彌太編『谷沢永一 二巻選集：下・精撰人間通』(言視舎、2016.9。ISBN 9784865650617)

### 対談/鼎談
- （向井敏）『読書巷談 縦横無尽：とっておきの50冊』(日本経済新聞社、1980.4／講談社文庫、1985.1。ISBN 4061834002)
- （開高健・向井敏）『書斎のポ・ト・フ』(潮出版社、1981.9／潮文庫、1984.7／ちくま文庫、2012.7。ISBN 9784480429568)
- 『読書清談：谷沢永一対談集』(潮出版社、1984.6) - 百目鬼恭三郎、丸谷才一、紀田順一郎ほか
- 『好きこそ物の上手なれ：谷沢永一対談集』(新都心文化センター、1987.8。ISBN 491559906X)
- （会田雄次）『歴史に学ぶライバルの研究』(PHP研究所、1988.12。ISBN 4569223990／PHP文庫、1997.8。ISBN 4569570402)
- 『だから歴史は面白い：谷沢永一対談集』(潮出版社 1992.10。ISBN 4267012849) - 渡部昇一、会田雄次、陳舜臣、津本陽ほか
- （加地伸行・山野博史）『三酔人書国悠遊』(潮出版社、1993.5。ISBN 4267013233)
- （長谷川慶太郎）『繁栄の法則：さよなら清貧の思想』(PHP研究所 1994.3。ISBN 4569542530)
- 『人生を励ます100冊：谷沢永一対談集』(潮出版社、1994.6。ISBN 4267013217) - 渡部昇一、飯田経夫、山野博史ほか
- 『人間万事塞翁が馬：谷沢永一対談集』(潮出版社、1995.9。ISBN 4267013853)
- （日下公人）『けじめをつけろ、責任者！』(PHP研究所、1996.5。ISBN 4569551564)
- （会田雄次）『こんな指導者はいらない!』(PHP研究所、1997.1。ISBN 4569554822)
- 『歴史活眼：対談集』(致知出版社、1997.9。ISBN 4884745167) - 会田雄次・渡部昇一・奈良本辰也ほか
- （山野博史）『知的生活の流儀：人生の深め方について』(PHP研究所、1998.7。ISBN 4569601499)
- （中川八洋）『「名著」の解読学：興国の書 亡国の書』(徳間書店、1998.12。ISBN 4198609519)
- （渡部昇一・小室直樹）『新世紀への英知：われわれは、何を考え何をなすべきか』(祥伝社、2001.2。ISBN 4396611196)
- （長谷川慶太郎）『時勢への証言1』(ビジネス社、2001.12。ISBN 9784828409627)
- （長谷川慶太郎）『時勢への証言2』(ビジネス社、2002.3。ISBN 9784828409733)

#### 渡部昇一との対談集・共著
- 『読書連弾』(大修館書店、1979.11)
- 『読書有朋』(大修館書店、1981.2)
- 『読書談義』(大修館書店、1990.4。ISBN 4469220744／徳間文庫、1998.7。ISBN 4198909350)[注釈 6]
- 『現代流行本解体新書：ベストセラーの本当の読み方』(PHP研究所、1989.11。ISBN 4569526187)
- 『人生を楽しむコツ』(PHP研究所、1996.3。ISBN 4569549748／PHP文庫、1998.1。ISBN 4569570690)
- 『誰が国賊か：今、「エリートの罪」を裁くとき』(クレスト社、1996.6。ISBN 4877125108／文春文庫、2000.6。ISBN 4167411059)
- 『人生は論語に窮まる』(PHP研究所 1997.3。ISBN 4569555640／PHP文庫、2000.1。ISBN 4569573452)
  - 「いま、論語を学ぶ」(ワック、2012.4。ISBN 9784898311813)
- 『こんな「歴史」に誰がした：日本史教科書を総点検する』(クレスト社、1997.8。ISBN 4877120580／文春文庫、2000.2。ISBN 4167411032)
- 『人生行路は人間学』(PHP研究所、1997.10。ISBN 4569557821)
- 『拝啓 韓国、中国、ロシア、アメリカ合衆国殿：日本に「戦争責任」なし』(光文社、1997.11。ISBN 4334971555)
- 『「聖書」で人生修養』(致知出版社、1998.1。ISBN 4884745299)
- 『人生に活かす孟子の論法』(PHP研究所、1998.5。ISBN 4569600913)
- 『歴史が教える人間通の急所』(潮出版社〈潮ライブラリー〉、1998.11。ISBN 4267015066)
- 『孫子・勝つために何をすべきか』(PHP研究所、2000.4。ISBN 4569608795／PHP文庫、2003.10。ISBN 4569660630)
  - 「孫子の兵法：勝つために何をすべきか」(ワック、2013.8。ISBN 9784898314111)
- 『封印の近現代史』(ビジネス社、2001.8。ISBN 4828409424)
- 『禁忌破りの近現代史』(ビジネス社 2001.10。ISBN 9784828409528)
- 『広辞苑の嘘』(光文社、2001.10。ISBN 4334973183)
- 『三国志・人間通になるための極意書に学ぶ』(致知出版社、2002.2。ISBN 4884746171)
- 『『名将言行録』乱世を生き抜く智恵』(PHP研究所、2002.4。ISBN 4569620183)
- 『現代用語の基礎理解：「日本人の遺伝子」を覚醒させる』(ビジネス社、2002.6。ISBN 4828409866)
- 『人生の難局を突破し、自分を高める生き方。』(PHP研究所、2002.9。ISBN 456962314X)
- 『詠う平家 殺す源氏：日本人があわせ持つ心の原点を探す』(ビジネス社、2002.12。ISBN 482841021X)
- 『いま大人に読ませたい本』(致知出版社、2002.6。ISBN 4884746252)
- 『「宗教とオカルト」の時代を生きる智恵』(PHP研究所、2003.7。ISBN 4569628664)
- 『「菜根譚」の裏を読む：現代版日本人のための人生の智恵』(ビジネス社、2003.12。ISBN 482841083X)
- 『人生後半に読むべき本』(PHP研究所、2006.9。ISBN 4569656307)
  - 「大人の読書：一生に一度は読みたいとっておきの本」(PHP研究所、2009.3。ISBN 9784569706894)
- 『人間は一生学ぶことができる：佐藤一斎「言志四録」にみる生き方の智恵』(PHP研究所、2007.4。ISBN 9784569690674)
- 『修養こそ人生をひらく：「四書五経」に学ぶ人間学』(致知出版社、2008.1。ISBN 9784884748050)
- 『日本人とは何か：「和の心」が見つかる名著』(PHP研究所、2008.3。ISBN 9784569694863)[注釈 7]
- 『上に立つ者の心得：「貞観政要」に学ぶ』(致知出版社、2008.6。ISBN 9784884748173)
- 『老子の読み方：五千言に秘められた「きらめき」をどう拾い上げるか』(PHP研究所、2009.1。ISBN 9784569702650)
- 『組織を生かす幹部の器量：「宋名臣言行録」に学ぶ』(致知出版社、2009.7。ISBN 9784884748548)
- 『平成徒然談義』(PHP研究所、2009.10。ISBN 9784569708065)

### 共著・編著・翻訳
- 『なにわ町人学者伝』(潮出版社、1983.5)
- （渡辺一考共編）『鏡花論集成』(立風書房、1983.9)
- （浦西和彦共編）薄田泣菫「完本 茶話」全3巻 (冨山房百科文庫、1983-1984)
- 『ビジネスマンのための100冊の古典』(PHP研究所、1988.9。ISBN 4569223001)
- プルターク『新・プルターク英雄伝』(祥伝社NON BOOK、1989.9。ISBN 4396610211／同・文庫、1997.7。ISBN 4396310870) ※編訳
- 『日本の名随筆』別巻6〈書斎〉(作品社、1991.8。ISBN 4878938269)
- （山野博史共編）薄田泣菫「泣菫随筆」(冨山房百科文庫、1993.4。ISBN 457200143X)
- 『名言の智恵 人生の智恵：古今東西珠玉のことば』(PHP研究所、1994.1。ISBN 4569542433／PHP文庫、2004.11。ISBN 4569663109)
- 『古典の智恵 生き方の智恵：古今東西の珠玉のことば2』(PHP研究所、1998.1。ISBN 4569550134)
- （太平洋戦争研究会共著）『写説『坂の上の雲』』 (ビジネス社、2004.6。ISBN 4828411240)
- （太平洋戦争研究会共著）『日本の命運を決めた『坂の上の雲』の時代』(李白社、2009-2010) ※立志・風雲編と日露激突・雲外編の2冊
- （山野博史共編）開高健「われらの獲物は、一滴の光り」(ロングセラーズ、2009.10。ISBN 9784845421589)[注釈 8]